# Amina Bouayach
Amina Bouayach (àrab: أمينة بوعياش, Amīna Būʿayāx) (Tetuan, 10 de desembre de 1957) és una militant marroquina, activa en la defensa dels drets humans, la igualtat de gènere i la democràcia, i ha treballat en grans temes de drets humans al Marroc, com ara la tortura, els drets dels refugiats, els drets de les dones i l'abolició de la pena de mort. És Presidenta del Consell Nacional dels Drets Humans (CNDH) i havia estat, prèviament, ambaixadora del Marroc a Suècia. Parla cinc idiomes: l'anglès, l'àrab, el francès, l'amazic i el castellà.

## Biografia
Amina Bouayach va néixer al nord del Marroc, a la ciutat de Tetuan el 10 de desembre de 1957. La seva família és d'origen amazic i més específicament rifenya. És diplomada en Economia Política i té un màster en Economia per la Universitat Mohammed V de Rabat.

## Activitat política
Va començar a treballar en la societat civil després de l'arrest del seu marit per una activitat política el 1976. Aleshores es va comprometre en la campanya de famílies de presos polítics durant els Anys de plom del Marroc i decidí implicar-se en la lluita legal i política per alliberar els detinguts. La seva proximitat amb les famílies dels presos polítics durant les diverses etapes de la campanya li van fer prendre consciència de l'abast de les violacions de drets humans que podia patir el ciutadà marroquí.
També va ocupar el lloc d'investigadora adjunta de la desapareguda Fàtima Mernissi sobre els drets de les dones, especialment les dones musulmanes; després va treballar com a periodista en algunes diaris i revistes on publicà diversos articles sobre l'estat de la dona al Marroc. Entre 1998 i 2002 va ocupar la plaça de consellera encarregada de mitjans de comunicació en el si del gabinet del primer ministre socialista Abderrahmane Youssoufi.
Entre els fundadors de l'Organització Marroquina dels Drets Humans (OMDH), l'any 2006 va ser-ne elegida presidenta -i a continuació reelegida per a un segon mandat-, i va esdevenir la primera dona a presidir una organització de defensa dels drets humans. Va ocupar aquesta plaça fins a l'any 2015.
El 2010 va ser elegida vicepresidenta de la Federació d'Associacions de Defensa i Promoció dels Drets Humans, i va ser-ne secretària general el maig de 2013. Entre les seves campanyes clau, destaca la seva oposició a la pena de mort i a la tortura, el seu compromís a favor dels drets dels presos polítics i el seu treball a favor del destí dels refugiats, sobretot davant de la Unió Africana, de l'ONU i de la Xarxa Euromediterrània dels Drets de l'Home.
Havent estat adscrita al gabinet del primer ministre Abderrahmane Youssoufi, va ser nomenada, l'any 2011, membre de la Comissió Consultiva de Reforma de la Constitució Marroquina pel rei Mohammed VI. Ha estat també membre de l'Organització Àrab dels Drets Humans i del grup d'experts en estudis estratègics a la regió, de l'Alt Comissionat de les Nacions Unides pels Drets Humans (ACNUDH). L'any 2014 va ocupar la plaça de coordinadora principal de les ONG africanes en el moment de la Cimera Africana d'Addis-Abeba. El 13 d'octubre de 2016 esdevingué ambaixadora del Marroc a Suècia i Letònia. El 6 de desembre de 2018, va ser nomenada pel rei Mohammed VI presidenta del Consell Nacional dels Drets Humans al Marroc. Per a la Jornada Mundial de la Dona de l'any 2019, ha engegat una campanya nacional per a l'abolició del casament de les menors al Marroc.

## Distincions
- Amina Bouayach ha estat la primera dona ha ser elegida cap de l'Organització Marroquina dels Drets Humans.
- Ha estat també elegida vicepresidenta i després secretària general de la Federació Internacional dels Drets Humans l'any 2010 i 2013.
- L'any 2011, i a continuació l'any 2013, el rei Mohammed VI la guardonà amb la distinció de Comandanta de l'Orde del Tron marroquí i a continuació Oficial de l'Orde del Tron.
- L'any 2014, va rebre la insígnia de Chevalier de l'Orde nacional de la Legió d'honor de la República Francesa en reconeixement de la seva tasca en favor de la promoció dels drets humans.[12]